# Linearna kombinacija
Linearna kombinacija je matematični izraz, sestavljen iz množice izrazov z množenjem vsakega izraza s konstanto in seštevanjem rezultatov (npr. linearna kombinacija {\displaystyle x} in {\displaystyle y} je izraz v obliki {\displaystyle ax} + {\displaystyle by}, kjer sta {\displaystyle a} in {\displaystyle b} konstanti). Koncept linearnih kombinacij je osrednjega pomena za linearno algebro in sorodna področja matematike.

## Linearna kombinacija vektorjev
Na bojo {\displaystyle a_{1},a_{2},\dots ,a_{n}\in V} vektorji in {\displaystyle \lambda _{1},\lambda _{2},...,\lambda _{n}\in F} skalarji. Če med sabo paroma zmnožimo skalar in vektor ter zmnožke seštejmo, dobimo vektor {\displaystyle {\vec {b}}}, ki ga imenujemo linearna kombinacija vektorjev.{\displaystyle {\displaystyle {\vec {b}}}=\sum _{i}\lambda _{i}\alpha _{i}}

## Linearna kombinacija odvodov
Odvod linearne kombinacije funkcije je linearna kombinacija odvodov. Ta izhaja iz osnovnih operatorjev med limitami.
{\displaystyle \lim _{x\to 0}(f(x)+g(x))=\lim _{x\to 0}f(x)+\lim _{x\to 0}g(x)\rightarrow {d(Af(x)+Bg(x)) \over dx}=A{df(x) \over dx}+B{dg(x) \over dx}}